# إحكام الأحكام شرح عمدة الأحكام
«إحكام الأحكام شرح عمدة الأحكام» لابن دقيق العيد، هو كتاب في أحاديث الأحكام شرح فيه مؤلفه كتاب «عمدة الأحكام» للإمام عبد الغني المقدسي الجماعيلي الحنبلي ت (600هـ) والذي جمع فيه أحاديث الأحكام التي في الصحيحين. أملاه على تلامذته، وكتبه: عماد الدين ابن الأثير إسماعيل ابن الصدر تاج الدين أحمد بن سعيد ابن الأثير الحلبي المعروف بـ: الكاتب. ولم يذكر مقدّمة للكتاب لأنه على طريقة الإملاء.
ومنهج المؤلف في كتابه أنه يذكر الحديث الشريف، ثم يشرح فيه الألفاظ ويبني على ذلك الحكم الفقهي ثم يذكر آراء العلماء في المذاهب الأخرى، ويرجح بين الأقوال التي يذكرها، وهو مرتب على حسب الكتب والأبواب الفقهية، وبلغت أحاديثه (427) حديثا فقط.

## نبذة عن المؤلف
ابن دقيق العيد (625-702هـ = 1228-1302 م) محمد بن علي بن وهب بن مطيع، أبو الفتح، تقي الدين القشيري، المعروف كأبيه وجده بابن دقيق العيد: قاضٍ، من أكابر العلماء بالأصول، مجتهد. أصل أبيه من منفلوط (بمصر) انتقل إلى قوص، وولد له صاحب الترجمة في ينبع (على ساحل البحر الأحمر) فنشأ بقوص، وتعلم بدمشق والاسكندرية ثم بالقاهرة. وولي قضاء الديار المصرية سنة 695 هـ، فاستمر إلى أن توفي (بالقاهرة). له تصانيف، منها (إحكام الأحكام - ط) مجلدان، في الحديث، و (الإلمام بأحاديث الأحكام - ط) صغير، و (الإمام في شرح الإلمام -خ) الجزء الأول منه، في الأزهرية، من نحو 20 جزءا، ويقال إنه لم يتمه، وله (الاقتراح في بيان الاصطلاح - خ) و (تحفة اللبيب في شرح التقريب - ط) و (شرح الأربعين حديثا للنووي - خ) و (اقتناص السوانح) فوائد ومباحث مختلفة، و (شرح مقدمة المطرزي) في أصول الفقه، وكتاب في (أصول الدين). وكان مع غزارة علمه، ظريفا، له أشعار وملح وأخبار.

## من معالم منهج هذا الكتاب
1- أنه يبدأ بذكر الحديث. وقد مشى فيه على ترتيب المؤلّف.
2- ثم يبدأ بترجمة الصحابي راوي الحديث. فيعرّف به وبأصله ويضبط اسمه بالحروف إن احتاج لذلك على سبيل الاختصار.
3- ثم يبدأ بشرح الحديث، مقسِّماً شرحه إلى مسائل مرتباً لها على الأرقام، فيقول: الكلام عليه من وجوه: الأول، الثاني الثالث... وهكذا.
4- يتعرّض في شرحه لكثير من العلوم، كعلوم الحديث والمصطلح، والأصول ومباحثه، والفقه ومسائله، واللغة ومباحثها، وقواعد الفقه، وما يُستنبط من الحديث. ومن خلالها تظهر إمامة ابن دقيق العيد في الفقه وأصوله وقواعده، من خلال مناقشاته وإيراداته وإنصافه وتحرّره من التقليد المذموم.
5- يُعنى بذكر مذهبي الشافعيّة والمالكية في شرحه عناية خاصّة، ولا يُغفل بقيّة المذاهب.
6- يستطرد أحياناً في بعض الأحاديث، فيُكثر من استنباط المسائل والأحكام من بعضها، ويكتفي أحياناً في بعضها بأسطر معدودة. انظر على سبيل المثال: كتاب العتق الحديث الأول، والحديث الأول من باب بيع المدبّر.

## آراء بعض العلماء في الكتاب
(من أعظم وأفضل شروح عمدة الأحكام؛ شرح ابن دقيق العيد (إحكام الأحكام)، وشروح العمدة كثيرة، لكن من أنفسها وأجودها لطالب العلم المتأهل شرح ابن دقيق العيد، على صعوبة فيه، وتعقيد في عبارته ومآخذه، فهو كتاب متين، عسر على طالب العلم المتوسط، يحتاج إلى معاناة، ويحتاج إلى شرح، وهو أصعب من جميع الشروح -في تقديري-، فإذا استطاع طالب العلم أن يهضمه ولا يصعب عليه شيء فإنه حينئذٍ -بإذن الله- لا يحتاج إلى معلم، فينبغي أن يتخرج عليه طالب العلم، لأنه إذا فهمه فهو لما سواه أفهم.
وقولنا بأن الكتاب صعب، ليس معناه التنفير، فالصعب إذا فهمه الطالب تلذذ بقراءته.
فنقول: إذا قرأت على العمدة تعليقات الشيخ فيصل بن مبارك، وشرح ابن بسام نعم، وتأهلت لقراءة شرح ابن دقيق العيد فلا مانع من ذلك.
وشرح ابن الملقن على طوله أسهل من شرح ابن دقيق العيد، وحواشي الصنعاني على شرح ابن دقيق العيد مفيدة جداً، وتحل كثيراً من الإشكالات، فعلى طالب العلم أن يعتني بهما.
أفضل طبعة لهذا الكتاب طبعة الشيخ أحمد شاكر مع الشيخ حامد الفقيه، في مجلدين، في مطبعة أنصار السنة، وهي جيدة ونفيسة، ومثلها طبعة الشيخ علي الهندي المطبوعة في المطبعة السلفية في أربعة مجلدات مع حواشي الصنعاني، ولم أجد فرقاً بين طبعة الشيخ أحمد شاكر، وطبعة الشيخ علي الهندي التي معها حواشي الصنعاني، وأوصي كل طالب علم يريد أن يعتني بالكتاب أن يعتني بحواشي الصنعاني؛ لأن لابن دقيق العيد عبارات وجملاً لا يمكن أن يفهمها الطالب المتوسط إلا مع الحاشية، أما الطبعة المنيرية ففيها أخطاء كثيرة).

## أبواب الكتاب
كتاب الطهارة/ كتاب الصلاة/ كتاب الجنائز/ كتاب الزكاة/ كتاب الصيام/ كتاب الحج/ كتاب البيوع/ كتاب النكاح/ كتاب الطلاق/ كتاب اللعان/ كتاب الرضاع/ كتاب القصاص/ كتاب الحدود/ كتاب الأيمان والنذور/ كتاب الأطعمة/ كتاب الأشربة/ كتاب اللباس/ كتاب الجهاد/ كتاب العتق.